# 매일방송의 텔레비전 프로그램 목록
다음은 매일방송의 텔레비전 프로그램의 관련 작품을 통해 발표된 순서로 나열 및 정리한 것이다.
- 표기 방식
  - 장르 프로그램 제목 (방송 기간)

- 장르 구분

| S  | 보도 · 시사        |
| I  | 교양               |
| DO | 다큐멘터리         |
| V  | 연예 · 오락 · 예능 |
| M  | 음악               |
| Q  | 퀴즈               |
| DR | 국내 드라마        |
| F  | 외화 드라마        |
| AN | 만화 · 애니메이션  |

## ㄱ
- V 가족 삼국지 HD (2013년 11월 10일 ~ 2014년 3월 9일)
- DR 갈수록 기세등등 HD (2011년 12월 3일 ~ 2012년 4월 1일)
- V 개그공화국 HD (2011년 12월 7일 ~ 2012년 9월 5일)
- S 고수VS고수 (매경증권TV, 케이블TV) (2001년 6월 4일 ~ 2001년 12월 28일) 매일경제TV MPP (현SBS Biz)
- V 고수의 비법 황금알 HD (2012년 5월 21일 ~ 2017년 8월 28일)
- S 굿모닝 MBN HD (2011년 12월 1일 ~ 2012년 12월 7일)/(2013년 3월 4일 ~ 현재)
- I 기막힌 이야기 실제상황 HD (2014년 4월 20일 ~ 2020년 9월 6일)
- I 기업 IR라인 (매일증권TV, 케이블TV 채널미정) (2000년 12월 13일 ~ 2001년 5월 30일) 매일경제TV MPP (현SBS Biz)
- I 기업 IR라인 (매경증권TV, 케이블TV) (2001년 6월 13일 ~ 2001년 12월 26일) 매일경제TV MPP (현SBS Biz)
- I 건강솔루션 HD (2013년 10월 1일 ~ 2014년 11월 28일)
- V 끝장대결! 창과 방패 HD (2012년 3월 22일 ~ 2012년 6월 14일)
- S 굿모닝 월드 HD (2014년 1월 8일 ~ 현재)

## ㄴ
- I 나는 자연인이다 HD (2012년 8월 22일 ~ )
- I 나는 자유인이다 HD (2014년 2월 3일 ~ 2014년 2월 10일)
- V 내 손안의 부모님 HD (2017년 1월 8일 ~ 2017년 2월 12일)
- V 노다지쇼 팡팡팡 HD (2013년 4월 21일 ~ 2013년 4월 28일)
- V 노홍철의 스타바이트 HD (2011년 12월 9일 ~ 2012년 1월 14일) 매일방송 종합편성채널 케이블TV/위성방송/IPTV
- S 뉴스광장 HD (2007년 7월 2일 ~ 2011년 11월 30일)매일경제TV 케이블TV/위성방송/2012년 1월 2일 ~ ) 매일방송 종합편성채널 케이블TV/위성방송/IPTV
- S 뉴스 오늘과 내일 HD HD (2011년 12월 1일~ 2012년 3월 3일) 매일방송 종합편성채널 케이블TV/위성방송/IPTV
- S 뉴스와이드 HD (2002년 11월 4일 ~ 2011년 11월 30일) 매일경제TV 케이블TV/위성방송
- S 뉴스투나잇 HD (2003년 8월 25일 ~ 2010년 2월 26일) 매일경제TV 케이블TV/위성방송
- S 뉴스투데이 HD (2007년 3월 12일 ~ 2010년 12월 3일)매일경제TV 케이블TV/위성방송/(2012년 3월 5일 ~ )매일방송 케이블TV/위성방송/IPTV
- S 뉴스플러스 (2002년 11월 4일~ 2005년 7월 1일) 매일경제TV 케이블TV/위성방송
- S 뉴스파노라마 MBN (2002년 5월 13일~ 2005년 7월 1일) 매일경제TV MBN CNBC 케이블TV/위성방송
- S 뉴스파노라마 (2005년 7월 4일~ 2007년 3월 9일) 매일경제TV 보도채널 MBN 케이블TV/위성방송
- S 뉴스2.0 HD (2009년 3월 16일 ~ 2011년 11월 30일) 매일경제TV 케이블TV/위성방송
- S 뉴스 BIG 5 HD (2014년 12월 1일 ~ 2019년 9월 20일) 매일방송 종합편성채널 케이블TV/위성방송/IPTV
- S 뉴스 & 이슈 HD (2014년 9월 22일 ~ 2019년 12월 13일) 매일방송 종합편성채널 케이블TV/위성방송/IPTV
- S 뉴스m HD (2007년 3월 12일 ~ 2003년 2월 28일)
  - S 뉴스m HD (2007년 3월 12일 ~ 2011년 11월 30일 )매일경제TV 케이블TV/위성방송
  - S 뉴스m HD (2011년 12월 1일 ~ 2012년 2월 28일) 매일방송 종합편성채널 케이블TV/위성방송/IPTV
- I 님과 남 사이 HD (2012년 12월 26일 ~ 2013년 4월 27일)
- I 님과 남 사이 2 HD (2013년 6월 30일 ~ 2014년 1월 5일)

## ㄷ
- S 달콤한 부자  (2006년 5월 12일 ~ 2007년 2월 23일) 매일경제TV 케이블TV/위성방송
- I 대박의 비밀 HD (2012년 9월 28일 ~ 2013년 3월 30일)
- I 대한민국 프로젝트 상생 (2005년 7월 19일 ~ 2005년 12월 27일) 매일경제TV 케이블TV/위성방송
- V 더 듀엣 HD (2012년 1월 20일 ~ 2012년 2월 10일) 매일방송 종합편성채널 케이블TV/위성방송/IPTV
- V 도시탈출 외인구단 HD (2015년 12월 5일 ~ 2016년 1월 9일)

## ㄹ
- S 라이브투데이 HD (2004년 3월 2일 ~ 2011년 11월 30일) 매일경제TV 케이블TV/위성방송
- S 리얼토크 들어봅시다 (2005년 8월 3일 ~ 2006년 4월 26일) 매일경제TV 케이블TV/위성방송
- I 레디고! 씨네펀드 (2001년 6월 4일 ~ 2002년 1월 31일) 매일경제TV 케이블TV
- DO 로드다큐 맛있는 여행 HD (2012년 3월 16일 ~ 2013년 10월 19일)
- DO 리얼다큐 숨 HD (2012년 3월 5일 ~ 2016년 5월 26일)

## ㅁ
- DR 마녀의 사랑 HD (2018년 7월 25일 ~ 2018년 8월 30일)
- DR 마성의 기쁨 HD (2018년 9월 5일 ~ 2018년 10월 25일)
- V 마파도 HD (2012년 8월 24일 ~ 2012년 9월 7일)
- V 맛있는 수다 HD (2013년 2월 9일 ~ 2013년 4월 20일)
- M 매일 음악회 HD (2011년 12월 6일 ~ 2012년 1월 22일) 매일방송 종합편성채널 케이블TV/위성방송/IPTV
- S 머니 레볼루션 (2005년 5월 27일 ~ 2006년 9월 16일) 매일경제TV 케이블TV/위성방송

## ㅂ
- I 박경철의 공감 80분/박경철의 공감60분/박경철의 공감플러스HD 2009년 6월 12일 ~ 2011년 7월 2일) 매일경제TV 케이블TV/위성방송
- DR 뱀파이어 아이돌 HD (2011년 12월 5일 ~ 2012년 3월 30일) 매일방송 종합편성채널 케이블TV/위성방송/IPTV
- I 뽀빠이 팔도유람기 HD (2012년 6월 16일 ~ 2013년 1월 6일)
- I 부동산특급 알짜가 보인다 (2004년 3월 6일 ~ 2008년 1월 26일) 매일경제TV 케이블TV/위성방송
- I 부부수업 파뿌리  (2015년 6월 15일 ~ 2017년 1월 30일)
- V 비법노트 고수열전 HD (2014년 3월 22일 ~ 2014년 5월 10일)

## ㅅ
- V 사돈끼리 HD (2016년 10월 28일 ~ 2017년 5월 3일)
- DR 사랑도 돈이 되나요 HD (2012년 3월 3일 ~ 2012년 5월 6일) 매일방송 종합편성채널 케이블TV/위성방송/IPTV
- V 상상초월쇼 진짜? 가짜! HD (2016년 7월 21일 ~ 2016년 8월 11일)
- S 생방송 경제광장 HD (2011년 12월 2일 ~ 2012년 1월 27일) 매일방송 종합편성채널 케이블TV/위성방송/IPTV
- S 생방송 경제공감 HD  (2009년 6월 12일 ~ 2011년 7월 1일) 매일경제TV 케이블TV/위성방송
- S 생방송 매일경제 HD  (2012년 1월 30일 ~ ) 매일방송 종합편성채널 케이블TV/위성방송/IPTV
- DR 설렘주의보 HD (2018년 10월 31일 ~ 2018년 12월 20일)
- V 세대격돌! 대화가 필요해 HD (2014년 3월 9일 ~ 2014년 5월 4일)
- I 소중한 나눔 무한 행복(매일경제TV MBN) HD (2007년 6월 23일 ~ 2011년 11월 26일) 매일경제TV 케이블TV/위성방송/IPTV
- I 소중한 나눔 무한 행복 (매일방송 MBN) HD (2011년 12월 4일 ~ ) 매일방송 종합편성채널 케이블TV/위성방송/IPTV
- I 소비자 X파일 (매일방송 MBN) HD (2013년 2월 18일 ~ 2013년 3월 24일) 매일방송 종합편성채널 케이블TV/위성방송/IPTV
- S 송지헌의 뉴스광장 (2006년 3월 13일 ~ 2007년 6월 29일) 매일경제TV 케이블TV/위성방송
- DR 수상한 가족 HD (2012년 5월 9일 ~ 2012년 6월 28일)
- V 숫자쇼! NO.5 HD (2012년 6월 19일)
- S 스포츠 스테이션 M HD (2011년 12월 11일 ~ 2012년 5월 4일) 매일방송 종합편성채널 케이블TV/위성방송/IPTV
- I 스마일 어게인 HD (2016년 11월 3일 ~ 2017년 12월 8일)
- V 스타토크멘터리 MY스토리 HD (2011년 12월 5일 ~ (2012년 4월 8일) 매일방송 종합편성채널 케이블TV/위성방송/IPTV
- S 시사마이크 HD (2013년 3월 4일 ~ 2014년 11월 28일)
- S 세계는 지금 HD  (2010년 12월 14일 ~ 2011년 2월 23일) 매일경제TV 종합편성채널 케이블TV/위성방송/IPTV
- S 시사콘서트 정치인 HD (2012년 4월 4일 ~ 2013년 1월 25일) 매일방송 종합편성채널 케이블TV/위성방송/IPTV
- I 시사기획 맥 HD (2011년 12월 8일 ~ 2012년 10월 14일)
- I 시티라이프 HD (2016년 9월 30일 ~ 2017년 2월 17일)
- V 실험카메라 IF HD (2012년 7월 1일 ~ 2012년 7월 22일)
- V 쇼킹 나이트 HD (2023년 7월 21일 ~

## ㅇ
- V 아궁이 HD (2013년 3월 31일 ~ 2018년 6월 23일)
- I 아버지 군대가다 HD (2013년 9월 7일 ~ 2013년 9월 14일)
- DR 아빠니까 괜찮아 HD (2017년 5월 18일 ~ 2017년 5월 19일)
- I 아빠의 청춘 블루진 HD (2014년 9월 13일 ~ 2015년 2월 15일)
- I 아시아 특급비밀 HD (2013년 1월 7일 ~ 2013년 10월 20일)
- V 아재목장 HD (2016년 11월 9일 ~ 2016년 11월 23일)
- DR 왓츠업 HD (2011년 12월 3일 ~ 2012년 2월 5일) 매일방송 종합편성채널 케이블TV/위성방송/IPTV
- DR 왔어 왔어 제대로 왔어 HD (2011년 12월 5일 ~ 2012년 3월 2일) 매일방송 종합편성채널 케이블TV/위성방송/IPTV
- I 어느날 갑자기 HD (2016년 4월 21일 ~ 2017년 3월 12일)
- V 야생셰프 HD (2015년 11월 29일 ~ 2015년 12월 6일)
- I 어울림 HD (2014년 5월 12일 ~ 2015년 4월 27일)
- V 언니들의 선택 HD (2015년 2월 21일 ~ 2015년 7월 18일)
- DR 엄마니까 괜찮아 HD (2015년 9월 28일 ~ 2015년 9월 29일)
- I 여의전 HD (2011년 12월 16일 ~ 2013년 6월 7일)
- I 연금복권520 HD (2012년 1월 4일 ~ 2012년 11월 28일)
- DR 연남동 539 HD (2018년 1월 10일 ~ 2018년 3월 28일)
- V 언니들의 선택 HD (2015년 2월 21일 ~ 2015년 7월 18일)
- V 오늘 쉴래요 HD (2018년 3월 1일 ~ 2018년 4월 5일)
- AN 오달달 오달몬 (2013년 3월 16일 ~ 2013년 3월 28일)
- V 오시면 좋으리 HD (2016년 1월 7일 ~ 2016년 2월 10일)
- I 울엄마 HD (2015년 3월 29일 ~ 2015년 6월 22일)
- I 이제는 전원시대 HD (2011년 12월 5일 ~ ) 매일방송 종합편성채널 케이블TV/위성방송/IPTV
- V 인생고민 해결SHOW 신세계 HD (2013년 4월 17일 ~ 2014년 12월 3일)
- V 인생을 즐겨라 비밥바룰라 HD (2016년 12월 7일 ~ 2016년 12월 28일)
- I 웰컴증권세상(매일증권TV MBNs 케이블TV 채널미정) (2000년 12월 15일 ~ 2001년 6월 1일) 매일경제TV MPP (현 SBS CNBC)
- I 웰컴증권세상(매경증권TV MKS 케이블TV) (2001년 6월 8일 ~ 2001년 12월 28일) 매일경제TV MPP (현 SBS CNBC)
- I 웰컴투 웰촌 HD (2010년 7월 17일 ~ 2011년 1월 1일) 매일경제TV 케이블TV/위성방송
- I 열린TV 열린세상 매일경제TV 옴부즈맨 HD (2001년 2월 5일 ~ 2011년 11월 26일) 매일경제TV 케이블TV/위성방송
- I 열린TV 열린세상 HD (2011년 12월 4일 ~ ) 매일방송 종합편성채널 케이블TV/위성방송/IPTV
- S 월드 투데이 HD  (2008년 6월 30일 ~ 2011년 11월 30일) 매일경제TV 케이블TV/위성방송/월드 투데이 뉴스 코너(2011년 12월 1일 ~ 2012년 3월 2일) 매일방송 종합편성채널 케이블TV/위성방송/IPTV
- ANI 애니다큐 그림여행 (2012년 10월 20일 ~ 2013년 3월 5일)
- AN 안녕 토토비 HD (2013년 4월 4일 ~ )
- S 일요시사 HD (2019년 9월 29일 ~ 2019년 12월 15일) 매일방송 종합편성채널 케이블TV/위성방송/IPTV

## ㅈ
- V 전국제패 HD (2015년 12월 13일 ~ 2016년 2월 16일)
- Q 전국 퀴즈 선수권 대회 HD (2011년 12월 5일 ~ 2012년 5월 8일) 매일방송 종합편성채널 케이블TV/위성방송/IPTV
- S 정운갑의 Q&A (2006년 9월 18일 ~ 2009년 3월 13일)매일경제TV 케이블TV/위성방송
- S 정운갑의 집중분석 HD  (2001년 2월 8일 ~ 2013년 8월 28일)
- S 정운갑의 집중분석 HD  (2001년 2월 8일 ~ 2002년 2월 28일)매일경제TV 케이블TV
- S 정운갑의 집중분석 HD  (2002년 3월 7일 ~ 2005년 7월 31일, 2009년 3월 20일 ~ 2011년 11월 25일)매일경제TV 케이블TV/위성방송
- S 정운갑의 집중분석 HD  (2011년 12월 1일 ~ 2013년 8월 28일)매일방송 종합편성채널 케이블TV/위성방송/IPTV
- V 졸혼수업 HD (2017년 6월 14일 ~ 2017년 7월 5일)
- S 증시아침마당 (2005년 7월 4일 ~ 2008년 12월 19일)매일경제TV 케이블TV/위성방송/
- S 주말mbn 뉴스8 HD (2012년 4월 7일 ~ 2012년 4월 15일) 매일방송 종합편성채널 케이블TV/위성방송/IPTV
- S 정치와이드 HD (2023년 2월 22일 ~ ) 매일방송 종합편성채널 케이블TV/위성방송/IPTV
- V 지혜의 한 수, 회초리 HD (2014년 12월 10일 ~ 2015년 4월 4일)
- S 집중조명 MBN (2003년 8월 5일 ~ 2006년 3월 10일) 매일경제TV 케이블TV/위성방송

## ㅊ
- DR 천국의 눈물 HD (2014년 10월 11일 ~ 2015년 1월 3일)
- V 천기누설 HD (2012년 5월 19일 ~ )
- DR 철수씨와 02 HD (2018년 2월 15일 ~ 2018년 2월 16일)
- I 청와대 밥상 (2011년 12월 3일) 매일방송 종합편성채널 케이블TV/위성방송/IPTV
- I 충무로 와글와글 HD (2011년 12월 2일 ~ 2012년 6월 20일) 매일방송 종합편성채널 케이블TV/위성방송/IPTV
- I 추적르포 워칭 HD (2013년 7월 21일 ~ 2013년 7월 28일)
- S 출발! 모닝뉴스  (2007년 3월 12일 ~ 2011년 11월 30일) 매일경제TV 케이블TV/위성방송
- V 충무로 와글와글 HD (2011년 12월 2일 ~ 2012년 6월 20일)
- DR 최고의 치킨 HD (2019년 1월 2일 ~ 2019년 2월 7일)
- S 취재현장 MBN (2003년 8월 25일 ~ 2006년 9월 15일) 매일경제TV 케이블TV/위성방송

## ㅋ
- V 코미디 청백전 사이다 HD (2016년 9월 1일 ~ 2016년 10월 20일)

## ㅌ
- V 토크대발견 보물섬 HD (2013년 2월 10일 ~ 2013년 3월 31일)
- V 트로트가 간다 HD (2012년 4월 1일 ~ 2012년 4월 30일) 매일방송 케이블TV/위성방송/IPTV

## ㅍ
- I 파워코리아 신성장시대를 연다 (2004년 11월 24일 ~ 2006년 11월 30일)매일경제TV 케이블TV/위성방송
- S 프레스룸 LIVE HD (2023년 2월 22일 ~ ) 매일방송 종합편성채널 케이블TV/위성방송/IPTV

## ㅎ
- I 행복한 삼촌 HD (2010년 4월 18일~ 2010년 8월 28일) 매일경제TV 케이블TV/위성방송
- V 헬로우, 방 있어요? HD (2017년 11월 28일 ~ 2018년 1월 2일)
- V 현실남녀 HD (2018년 1월 11일 ~ 2018년 2월 15일)
- V 황금알 2 HD (2017년 9월 7일 ~ 2017년 9월 28일)
- I 휴먼다큐 사노라면 HD (2012년 3월 7일 ~ )
- I 휴먼르포 실종 후 HD (2013년 9월 27일 ~ 2013년 10월 4일)
- AN 히어로 타임즈 (2013년 3월 6일 ~ 3월 15일, 2013년 3월 29일 ~ 4월 3일)
- V 헬로트로트 (2021년 11월 9일 ~ 현재)

## 숫자 또는 영문
- S Korea 스쿼크박스 (2002년 5월 13일 ~ 2002년 11월 1일) 매일경제TV 케이블TV/위성방송
- S MBN 남산토론 HD (2011년 12월 4일 ~ 2012년 1월 29일) 매일방송 종합편성채널 케이블TV/위성방송/IPTV
- S MBN 내일 HD (2009년 3월 16일 ~ 2010년 2월 25일)매일경제TV 케이블TV/위성방송
- S MBN 뉴스 (1995년 3월 1일 ~ 2002년 2월 28일)매일경제TV MBN 케이블TV
- S MBN 뉴스 HD (2002년 3월 1일 ~ 2011년 11월 30일)매일경제TV 케이블TV/위성방송 /(2011년 12월 3일~ ) 매일방송 종합편성채널 케이블TV/위성방송/IPTV
- S MBN 뉴스 8 HD (2009년 10월 26일 ~ 2011년 11월 30일)매일경제TV 케이블TV/위성방송 / (2011년 12월 1일 ~ 2011년 12월 25일, 2012년 4월 16일 ~ 2019년 9월 22일) 매일방송 종합편성채널 케이블TV/위성방송/IPTV
- S MBN 비즈니스 뉴스센터 (2002년 5월 13일 ~ 2004년 2월 27일  매일경제TV 케이블TV/위성방송
- I MBN 메디컬센터 (2002년 5월 2일 ~ 2007년 3월 26일) 매일경제TV 케이블TV/위성방송
- S MBN 오늘 HD (2008년 12월 22일 ~ 2011년 11월 30일) 매일경제TV 케이블TV/위성방송
- S MBN 종합뉴스 HD (1995년 3월 1일 ~ 2011년 11월 30일) 매일경제TV 케이블TV/위성방송 / (2019년 9월 23일 ~ ) 매일방송 종합편성채널 케이블TV/위성방송/IPTV
- S MBN 뉴스와이드 HD (2012년 1월 28일 ~ 2023년 2월 22일) 매일방송 종합편성채널 케이블TV/위성방송/IPTV
- S MBN 뉴스 10 HD (2011년 12월 26일 ~ 2012년 4월 1일) 매일방송 종합편성채널 케이블TV/위성방송/IPTV
- S MBN 뉴스 10 평일 HD (2012년 4월 2일 ~ 2012년 4월 13일 ) 매일방송 종합편성채널 케이블TV/위성방송/IPTV
- S MBN 증권10 HD (2010년 1월 18일 ~ 2011년 11월 30일) 매일경제TV 케이블TV/위성방송
- S MBN 프레스룸 HD (2019년 9월 23일 ~ 2023년 2월 21일) 매일방송 종합편성채널 케이블TV/위성방송/IPTV
- S NEWS 1 HD (2011년 12월 1일 ~ ) 매일방송 종합편성채널 케이블TV/위성방송/IPTV
- M Show K Music HD (2011년 12월 10일 ~ 2012년 2월 13일)
- I TV 창업 아카데미 (2005년 4월 21일 ~ 2006년 1월 26일) 매일경제TV 케이블TV/위성방송
- I TV 닥터 건강하게 삽시다 (2005년 1월 31일 ~ 2006년 9월 27일) 매일경제TV 케이블TV/위성방송
- DO MBN 다큐멘터리 HD (2011년 12월 1일)
- I 60분의 기적 HD (2012년 8월 19일 ~ 2012년 10월 7일)

## 같이 보기
- 한국방송공사의 텔레비전 프로그램 목록
- 한국교육방송공사의 텔레비전 프로그램 목록
- 문화방송의 텔레비전 프로그램 목록
- SBS의 텔레비전 프로그램 목록
- OBS경인TV의 텔레비전 프로그램 목록
- KNN의 텔레비전 프로그램 목록
- tvN의 텔레비전 프로그램 목록
- OCN의 텔레비전 프로그램 목록
- JTBC의 텔레비전 프로그램 목록
- TV조선의 텔레비전 프로그램 목록
- 채널A의 텔레비전 프로그램 목록